# Gomelange
Gomelange (fràncic lorenès Gelmingen) és un municipi francès situat al departament del Mosel·la i a la regió del Gran Est. L'any 2007 tenia 529 habitants.

## Demografia

### Població
El 2007 la població de fet de Gomelange era de 529 persones. Hi havia 186 famílies, de les quals 31 eren unipersonals (4 homes vivint sols i 27 dones vivint soles), 54 parelles sense fills, 97 parelles amb fills i 4 famílies monoparentals amb fills.
La població ha evolucionat segons el següent gràfic:
Habitants censats

### Habitatges
El 2007 hi havia 205 habitatges, 187 eren l'habitatge principal de la família, 1 era una segona residència i 17 estaven desocupats. 184 eren cases i 21 eren apartaments. Dels 187 habitatges principals, 157 estaven ocupats pels seus propietaris, 22 estaven llogats i ocupats pels llogaters i 7 estaven cedits a títol gratuït; 3 tenien dues cambres, 15 en tenien tres, 42 en tenien quatre i 127 en tenien cinc o més. 166 habitatges disposaven pel capbaix d'una plaça de pàrquing. A 62 habitatges hi havia un automòbil i a 111 n'hi havia dos o més.

### Piràmide de població
La piràmide de població per edats i sexe el 2009 era:
| Homes | Edats   | Dones |
| ----- | ------- | ----- |
| 0     | 95 o +  | 4     |
| 0     | 90 a 94 | 0     |
| 0     | 85 a 89 | 0     |
| 8     | 80 a 84 | 0     |
| 12    | 75 a 79 | 8     |
| 16    | 70 a 74 | 16    |
| 0     | 65 a 69 | 4     |
| 4     | 60 a 64 | 0     |
| 8     | 55 a 59 | 8     |
| 12    | 50 a 54 | 8     |
| 20    | 45 a 49 | 0     |
| 16    | 40 a 44 | 32    |
| 16    | 35 a 39 | 24    |
| 32    | 30 a 34 | 12    |
| 12    | 25 a 29 | 16    |
| 8     | 20 a 24 | 8     |
| 20    | 15 a 19 | 12    |
| 16    | 10 a 14 | 16    |
| 16    | 5 a 9   | 0     |
| 16    | 0 a 4   | 12    |

## Economia
El 2007 la població en edat de treballar era de 324 persones, 261 eren actives i 63 eren inactives. De les 261 persones actives 243 estaven ocupades (137 homes i 106 dones) i 19 estaven aturades (5 homes i 14 dones). De les 63 persones inactives 18 estaven jubilades, 17 estaven estudiant i 28 estaven classificades com a «altres inactius».

### Ingressos
El 2009 a Gomelange hi havia 189 unitats fiscals que integraven 545,5 persones, la mediana anual d'ingressos fiscals per persona era de 18.430 €.

### Activitats econòmiques
Dels 4 establiments que hi havia el 2007, 1 era d'una empresa alimentària, 1 d'una empresa de transport, 1 d'una empresa d'hostatgeria i restauració i 1 d'una empresa classificada com a «altres activitats de serveis».
Dels 2 establiments de servei als particulars que hi havia el 2009, 1 era una oficina de correu i 1 restaurant.
L'únic establiment comercial que hi havia el 2009 era una fleca.
L'any 2000 a Gomelange hi havia 9 explotacions agrícoles que ocupaven un total de 1.026 hectàrees.

## Equipaments sanitaris i escolars
El 2009 hi havia una escola elemental.

## Poblacions més properes
El següent diagrama mostra les poblacions més properes.